# Босија (Јаши)
Босија (рум. Bosia) насеље је у Румунији у округу Јаши у општини Унгени. Oпштина се налази на надморској висини од 35 m.

## Становништво
Према подацима из 2002. године у насељу је живело 1771 становника, од којих су сви румунске националности.